# Iskolai Segédkönyvek
Az Iskolai Segédkönyvek egy 20. század eleji magyar kis kézikönyv sorozat volt.
Az iskolai tanulás megkönnyítése céljából 1909 és 1916 között Réger Béla szerkesztésében megjelent kötetek rövid, vázlatos, áttekinthető formában foglalták össze a különböző tangytárgyak, tudományterületek lényegesebb elemeit, és a következők voltak:
- 1. Simonyi Zsigmond: Jó magyarság. A magyaros írásmód szabályai szójegyzékkel. (89, 1 l.)
- 2. Réger Béla: Irodalmunk tartalmi ismertetése. I. rész. A legrégibb időktől a nemzeti költészet koráig. (84, 2 l.)
- 3. Bálint Károly: Történelmi helynevek és műkifejezések szótára.0 (94 1 l.)
- 4. Réger Béla: Irodalmunk tartalmi ismertetése. II. rész. A reformkor kezdetétől a kiegyezésig. (105, 1 l.)
- 5. Czencz József: A szóbeli egyenletek megfejtése. 400 új feladat. (77 l.)
- 6–7. Lauringer Ernő: Közintézményeink történeti fejlődése. (136, 4 l.)
- 8–9. Hegedűs Árpád: A francia irodalom története. 1916. (96 l.)
- 10–11. Kéky Lajos: A világirodalom klasszikusai tartalmi ismertetésben. 1916. (128 l.)
- 12. Réger Béla: Irodalmunk tartalmi ismertetése. 3. rész. A kiegyezéstől napjainkig. 1916. (88 l.)

Az egyes kötetek később, a két világháború közötti időben újabb kiadásban is megjelentek.